# 미나미하라촌
미나미하라촌(南原村)은 야마가타현 미나미오키타마군에 있던 촌이다. 현재의 요네자와시 중심부의 남방일대에 해당한다.

## 역사
- 1889년 4월 1일 - 정촌제 시행에 의해 7정 5촌 1촌은 일부의 구역을 가지고 성립하였다.
- 1955년 4월 1일 - 요네자와시에 편입, 동일 미나미하라촌은 폐지되었다.

## 참고문헌
- 角川日本地名大辞典 6 山形県